# Caterpillar D8

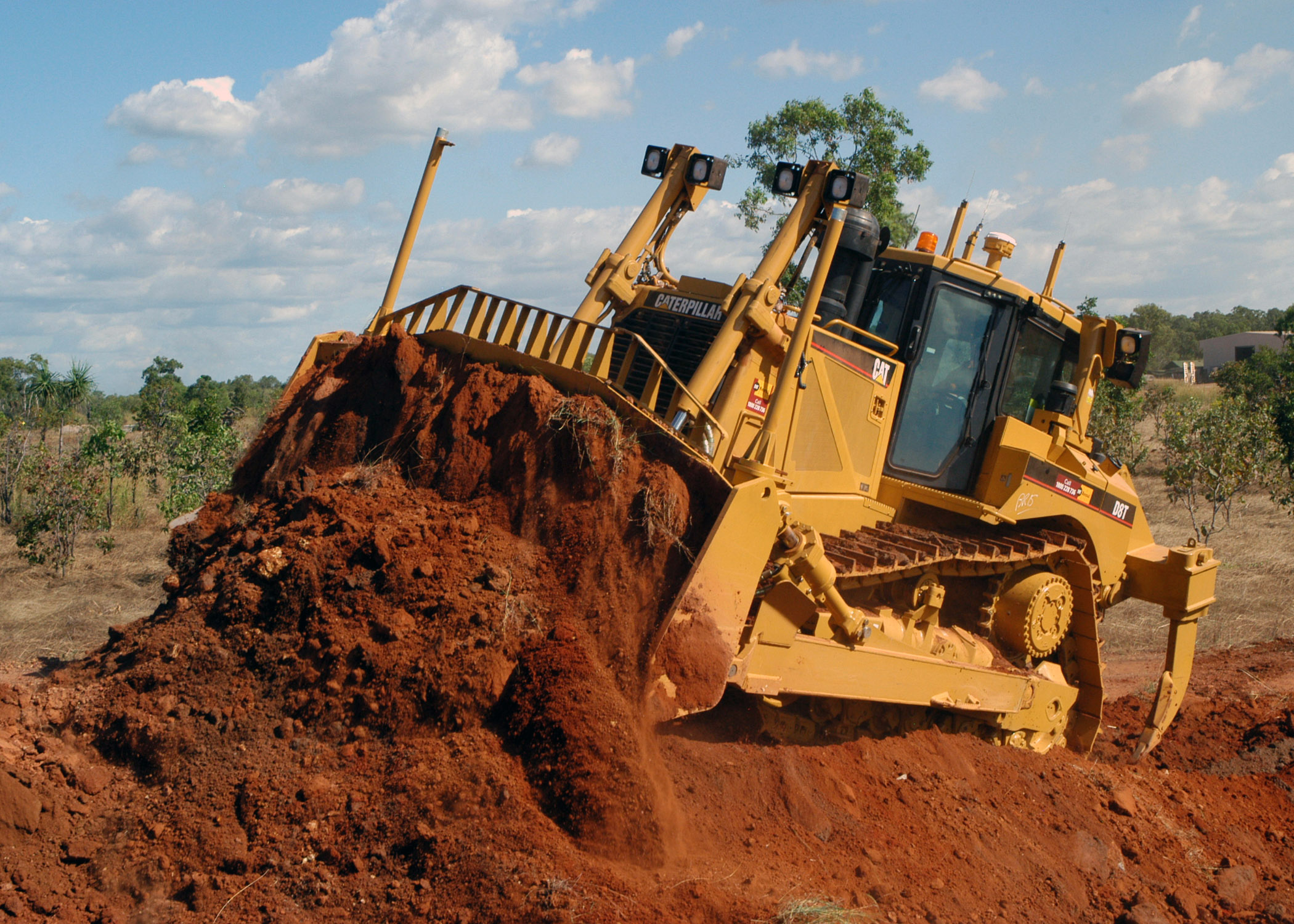
Un bulldozer D8T en service sur la marine Seabees des États-Unis

Le Caterpillar D8 est un bulldozer à chenille conçu et construit par l'entreprise américaine Caterpillar.
Bien qu'il existe beaucoup de configurations différentes, il est habituellement vendu sous le nom de bulldozer et équipé d'une grande lame détachable.
Une version militaire blindée nommée Armoured Bulldozer participa à la phase de débarquement de la bataille de Normandie en juin 1944. Le travail de ces véhicules était de dégager les plages des obstacles et de rendre des routes accessibles en dégageant les débris et en comblant les cratères d'obus. Ils étaient incorporés dans la série d'engins utilitaires des Hobart's Funnies.

## Histoire
- 1935 : RD8 présenté.
- 1937 : Le préfixe d'"R" a chuté, et donne naissance au début D8.
- 1940 : Série D8 de Ù présentée ;la puissance de moteur de 132 hp s'est amélioré à 148 hp.
- 1950 : Gril D8 avant-arrondi neuf qui durerait jusqu'à ce que D8K ait été remplacé par D8L en 1982.
- 1955 : la série D8 de 1H finit la production ;191 hp D8E et D8D présentés avec 1.246 le moteur diesel cubique neuf du déplacement de pouce (CID) D342.D8D a eu un convertisseur de couple et D8E a eu une boîte de vitesses d'entraînement direct.
- 1956 : D8D remplacé par D8G.
- 1956 : D8E remplacé par D8F.
- 1958 : 235 hp D8H présenté.
- 1965 : Puissance grimpé jusqu'à 270 hp
- 1974 : 300 hp D8K a remplacé le D8H.
- 1982 : 335 hp D8K remplacé par D8L.Le D8L était le premier D8 avec le train d'atterrissage élevé de couronne d'entraînement.
- 1984 : D8L SA (application spéciale) pour les premiers affermages. Procurable avec les instruments montés.
- 1987 : D8N à 285 hp qui a été dévoilé CONEXPO à '87 dans Las Vegas. Il a également eu un &mdash différentiel de boîte de vitesses de bœuf ;le premier voie-type tracteur à chenilles pour avoir un.
- 1996 : 305 hp D8N remplacé par D8R.
- 2000 : La série 2 de D8R a remplacé le D8R.
- 2004 : 310 hp D8T ACERT a remplacé les séries 2 de D8R[3].

## Lames
Plusieurs types de lame peuvent être employés sur l'avant du tracteur :
- lame droite ("bhokachya-Lame de Syedy") : Une lame courte sans la courbe latérale.Elle peut être employée pour l'évaluation fine
- lame d'angle: tenu par un bâti de forme de U qui a trois trous de chaque côté, pour placer la lame dans 3 positions droite, centre, et parti.
- lame universelle ("U-Lame") : Une lame grande et très incurvée avec de grandes ailes latérales pour porter plus de matériau[4]
- lame de combinaison de "S-u" : Une lame plus courte avec moins de courbure et de plus petites ailes latérales